# Black gay pride
Le mouvement Black Gay Pride est un mouvement aux États-Unis en faveur des personnes afro-américaines membres de la communauté LGBT. Lancé dans les années 1990, le mouvement Black Gay Pride a pour but initial de fournir aux personnes LGBT noires une alternative au mouvement LGBT largement blanc. Le mouvement permet de discuter des problèmes spécifiques de la communauté LGBT racisée. Alors que la communauté LGBT mainstream - souvent perçue comme un milieu avec une écrasante majorité blanche - concentre une grande partie de son activité sur le mariage homosexuel, le mouvement Black Gay Pride se focalise sur des questions ayant trait à la médecine, l'homophobie dans les communautés et le logement. 
Une vingtaine d'événements Black Gay Pride aux États-Unis sont organisés. Historiquement, les événements les plus importants sont D.C. Black Pride (en) et Atlanta Black Pride. Alors que les black prides ont débuté dès 1988, la D.C. Black Pride (en) de 1991 est citée comme l'une des premières célébrations. La célébration de la DC Black Pride est née d'une tradition appelée Children's hour 1515 ans auparavant. 

## Centre for Black Equity
Anciennement connu sous le nom de International Federation of Black Prides (en)  jusqu'en 2012, le Center for Black Equity (CBE) est une organisation internationale dédiée à l'égalité et à la justice sociale pour les personnes LGBT noires. Le 13 octobre 2013, le président de CBE, Earl Fowles, ainsi que la députée Eleanor Holmes Norton, annoncent un changement de nom de l'IFBP qui devient le Center for Black Equity. Bien que l'organisation commence comme un moyen de soutenir le réseau des célébrations de la Pride dans le monde entier, CBE se concentre désormais également sur les questions de justice sociale. 
La Fédération internationale des fiertés noires  débute lors de la DC Black Pride de mai 1999 par une coalition d'organisateurs de la Black Pride représentant Chicago, Caroline du Nord, New York, Atlanta, Détroit, Minneapolis et Washington, DC. La coalition ressent le besoin d'organiser la vingtaine de Black Prides aux États-Unis et à l'étranger pour élaborer des stratégies de parrainage, fournir une assistance technique, du réseautage, un mentorat et un soutien mutuel. L'IFBP obtient son statut d'association à but non lucratif IRS 501 (c) (3) en novembre 2004.

## Événements les plus populaires

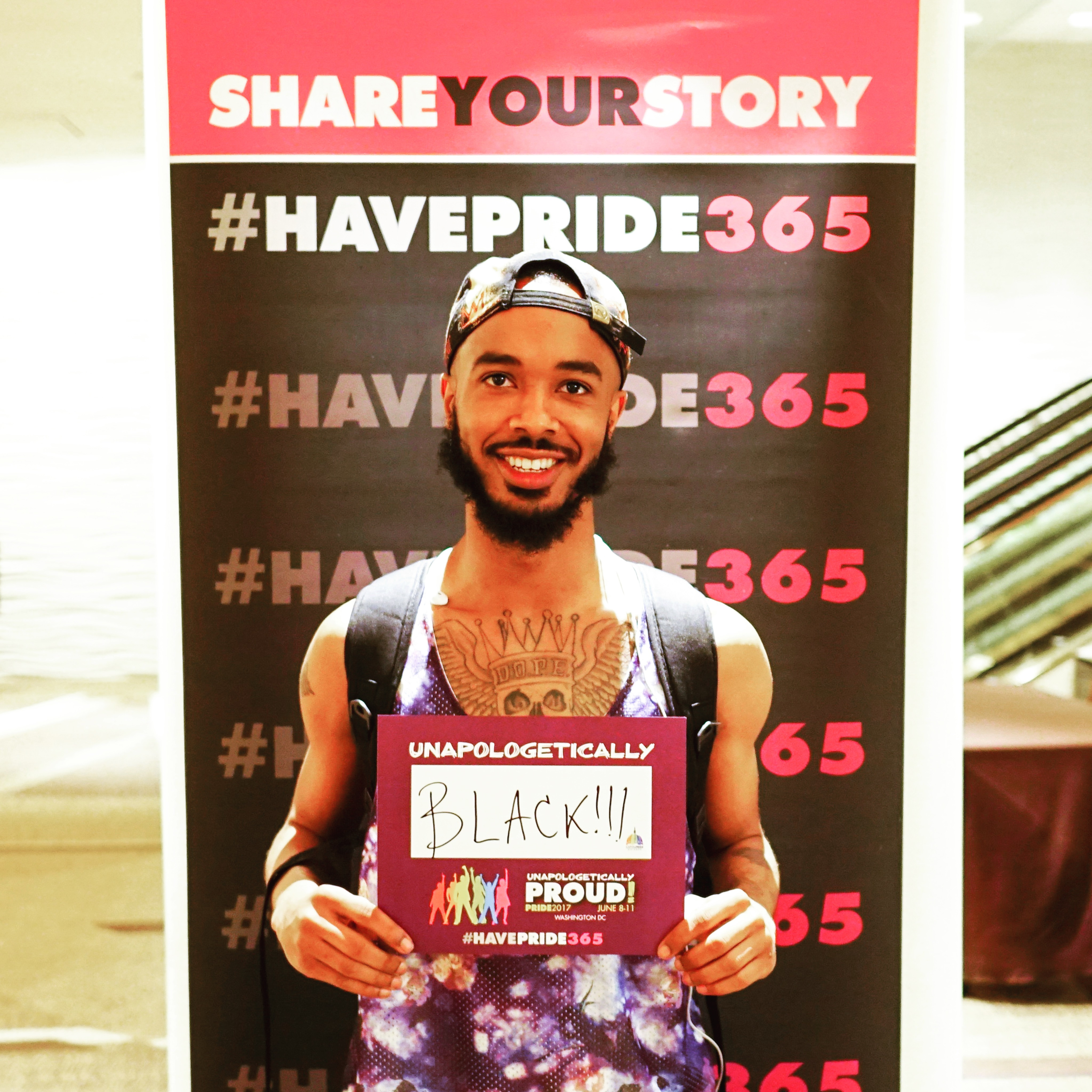
Participant à l'événement DC Black Pride 2017.

Les deux plus grands événements de la fierté LGBT noire au monde sont basés à Atlanta, en Géorgie et à Washington, DC

### Atlanta Black Pride
Créé en 1996, le week end  Atlanta Black Pride  (ABPW) est l'événement officiel pour la communauté LGBT noire à Atlanta. L'événement commence après que quelques amis décident d'organiser ensemble un pique-nique pendant la fête du Travail. C'est le plus grand événement de la fierté LGBT noire, peut être en raison de la grande présence des LGBT noirs à Atlanta et dans ses environs. 

### D.C. Black Pride
La D.C. Black Pride (en) est le premier et le deuxième plus grand événement de fierté LGBT noire. L'événement a lieu pour la première fois le samedi 25 mai 1991 au Banneker Field. Comme d'autres célébrations LGBT noires, elle commence parce que la communauté ne se voyait pas équitablement représentée lors de l'événement annuel Capital Pride à DC Les sponsors de l'événement incluent Capital Pride et CBE.

## Voir également
- At the Beach LA (en)
- D.C. Black Pride (en)
- Hotter than July (festival) (en)
- Marche des fiertés noires du Royaume-Uni
- DC Black Pride (en)
- Atlanta Black Pride
- Communauté afro-américaine et orientation sexuelle (en)
- Ball culture
- House music
- J-Setting (en)